# Nigel Hawthorne
Sir Nigel Hawthorne (5. dubna 1929 Coventry, Warwickshire – 26. prosince 2001 Radwell, Hertfordshire) byl britský herec, známý pro své úspěšné ztvárnění role stálého tajemníka ministerstva Humphreyho Applebyho v britském sitcomu osmdesátých let televize BBC Jistě, pane ministře a na něj bezprostředně navazujícím Jistě, pane premiére. Je nositelem Řádu britského impéria.

## Biografie
Nigel Hathorne se narodil 5. dubna roku 1929 v Coventry do rodiny lékaře Charlese Barnarda Hawthorna a Agnes Rosemeryové. Již ve věku tří let se s rodiči přestěhoval do Jihoafrické republiky. Zde v Kapském Městě vystudoval katolickou školu a univerzitu a začal se věnovat divadlu. Jeho divadelním debutem se stala v roce 1950 hra The Shop at Sly Corner.
Po svém návratu do vlasti o rok později Hawthorne spolupracoval s Joan Littlewoodovou na inscenaci jejího souboru Jaká krásná válka. Byl stálým členem repertoáru londýnského divadla Royal Court, oceňována byla jeho role ve hře Early Morning. Na televizní obrazovce ho diváci mohli spatřil poprvé roku 1963, jeho prvním filmovým výstupem se stal Young Winston, životopisný film o bývalém ministerském předsedovi režiséra Richarda Attenborougha.
Nigel Hawthorne se objevil i na Broadwayi, a to v shakespearovské komedii Jak se vám líbí. Nejvíce si ho však diváci pamatují pro jeho roli stálého tajemníka Humphreyho Applebybo v sériích Jistě, pane ministře a Jistě, pane premiére, za kterou získal čtyři ceny BAFTA. Jeho hlavní role v divadelní a filmové hře Allana Bennetta Šílenství krále Jiřího mu vynesla další cenu BAFTA, Olivierovu cenu (1992) a nominaci na Oscara. Naposledy si zahrál v inscenaci Krále Leara divadla Royal Shakespeare Theatre. Svůj hlas také propůjčil kresleným postavičkám z filmů Walta Disneyho.
V roce 1987 byl vyznamenán Řádem britského impéria a roku 1999 povýšen do šlechtického stavu. Nikdy se netajil svou homosexualitou a i na významné společenské akce chodil se svým dlouholetým partnerem, spisovatelem Trevorem Benthamem. Celý život se věnoval charitě a to zejména ve prospěch dětí. Po dlouhé nemoci (rakovina slinivky břišní) zemřel na infarkt ve svých 72 letech.